# Martin Feldstein
Martin Feldstein (25. listopadu 1939 – 11. června 2019) byl americký konzervativní ekonom, poradce prezidentů USA.
V letech 1978 až 2008 vedl National Bureau for Economic Research. V letech 1982 až 1984 byl předsedou sboru poradců prezidenta Ronalda Reagana. Připravil koncepci reformy sociálního pojištění pro George W. Bushe. Roku 2005 patřil mezi hlavní kandidáty na prezidenta americké centrální banky Fed. Po dvě desetiletí byl členem představenstva pojišťovny AIG, jež poté stála v roce 2008 na pokraji bankrotu.
Patřil k hlavním ekonomům vyzdvihujícím nevýhody společné evropské měny. Byl profesorem ekonomie na Harvardově univerzitě a členem sboru poradců prezidenta Obamy.